# A Đuh
A Đuh hay Bok Đuh, Bpố Đuh (sinh ngày 16 tháng 6 năm 1954) là một ca sĩ nhạc nhẹ Việt Nam theo phong cách rock. Ông được người hâm mộ trìu mến gọi là "Hoàng Du của núi rừng Tây Nguyên", hay ngắn gọn là "Hoàng Du".

## Cuộc đời và Sự nghiệp
A Đuh có bút danh là Hoàng Du, ông là nghệ sĩ biểu diễn chuyên nghiệp, sinh ngày 16 tháng 6 năm 1954, tại làng Kon Trang – Đăk La – Đăk Hà tỉnh Kon Tum. Ông là người Rơngao (Bahnar). Hiện tại, ông đang ở Đăk Hà, Kon Tum, và giữ chức Trưởng đoàn Nghệ thuật tỉnh Kon Tum.
A Đuh yêu thích ca hát từ khi còn nhỏ. Tuy vậy, gia đình ông không có truyền thống nghệ thuật và không ủng hộ sự nghiệp ca hát của ông. Vượt lên tất cả, ông vẫn kiên trì theo đuổi niềm đam mê của mình.
Trong thời gian hoạt động, A Đuh dự nhiều cuộc thi và đoạt vô số giải thưởng cả trong lẫn ngoài nước.
Tới khi có tuổi, A Đuh trở thành giáo viên phụ trách văn hóa – văn nghệ Trường Phổ thông cơ sở Đắk Lắk. Từ năm 1992, sau khi thành lập tỉnh Kon Tum, ông là Đội trưởng Đội Ca Múa Nhạc - Đoàn Ca Múa Nhạc dân tộc Đăk Bla Xanh.
Ông thường về các buôn làng để sưu tầm những làn điệu dân ca các dân tộc. Bên cạnh đó ông cũng tích cực sưu tầm và nghiên cứu cải tiến các loại nhạc cụ: chiêng, cồng, t’rưng, ting ning, klông-put.
Các tác phẩm tiêu biểu: Hãy đợi anh (Giải A Hội Liên hiệp Văn học - Nghệ thuật Việt Nam), Đăk Bla tôm ba (Giải B ca khúc của Ủy ban Nhân dân tỉnh Kon Tum), Hát gọi đêm trăng, Mưa nắng gió quê em.
Ông được tặng thưởng Huy chương “Vì sự nghiệp văn hóa quần chúng”, “Vì sự nghiệp âm nhạc” của Hội nhạc sĩ Việt Nam, hai huy chương Vàng, ba huy chương Bạc và phong tặng danh hiệu Nghệ sĩ ưu tú năm 2012.